# دیوید نیکولاس
دیوید نیکولاس (انگلیسی: David Nicholas؛ زادهٔ ۱ دسامبر ۱۹۹۱) دوچرخه‌سواری اهل استرالیا است.
وی در مسابقات کشوری و بین‌المللی در مجموع برندهٔ ۶ مدال طلا، ۲ مدال نقره، ۳ مدال برنز شده‌است.